# Grad Tabuk
Grad Tabuk (arabsko قلعة تبوك, qalʿat tabūk) je starodavni grad v Tabuku, glavnem mestu province Tabuk v severozahodni Saudovi Arabiji, ki sega v leto 1559. Grad je bil obnovljen in spremenjen v muzej, odprt za vse obiskovalce.

## Zgodovina
Čeprav se domneva, da je bil grad zgrajen okoli leta 3500 pr. n. št. in je v Koranu omenjen kot Aṣḥāb al-Aykah (arabsko أَصْـحَـاب الْأَيْـكَـة »Tovariši lesa«), znani izvor sega v leto 1559. Gradnja gradu sega v leto 967 po hidžri / 1559 našega štetja, obnovljen pa je bil v času vladavine sultana Mohameda IV., saj so bile prenovljene keramične ploščice, ki so še vedno prisotne na vhodu v grad, nato pa je bil popolnoma obnovljen in ponovno prenovljen med vladavino sultana Abdula Majeeda bin Muhammada leta 1259 po hidžri / 1844 n. št.. Napis o tem spominu je bil postavljen v mihrabu mošeje. Nato je bil grad prenovljen v času Saudove Arabije leta 1370 po hidžri / 1950 n. št., leta 1413 po hidžri / 1992 n. št.
Zgrajen je bil za zaščito vodne postaje ter za varnostne in nadzorne namene in je bil ena od postaj na cesti hadž Levant-Medina za sprejem romarjev.[2][1][4]

## Opis
Grad je sestavljen iz dveh nadstropij, v pritličju je odprto dvorišče in številni prostori, ki se nanj odpirajo s severne in južne strani 8 sob, mošeja in vodnjak. V prvo nadstropje, kjer je odprta mošeja, vodijo stopnice. Stolpi se uporabljajo za stražo in nadzor. Spodnja mošeja je na južni strani. Na severni in zahodni strani je 12 prostorov. Na zahodni strani je kamnit žleb s pogledom na dvorišče za odvajanje vode iz prvega nadstropja. Na vseh straneh so porstori za  lokostrelce in obstajajo tri stopnišča, od katerih dve vodita do dveh stolpov. Zgrajeno so iz blatne opeke in služijo za varovanje in postavitev topov, ki so streljali ob praznovanju prihoda romarjev. Tretje stopnišče vodi v odprto drugo nadstropje.
- Prikaz v gradu Tabuk (2022)
- Grad Tabuk (2022)